# جواهر العقائد (نونية خضر بك)
جواهر العقائد هو كتاب للمولى خضر بك الحنفي الماتريدي (ت 863هـ) يعرف أيضاً بالقصيدة النونية أو النونية في العقائد وهي منظومة من بحر البسيط تضم 103 أو 105 بيتاً لخص فيها عقائد أهل السنة والجماعة-في نظر الأشاعرةوالماتريدية-. وهي مع صغر حجمها قد حازت أمهات المسائل الكلامية مع الإشارة إلى الحجج والبراهين. وهذه القصيدة منسوجة على مذهب الماتريدية الأحناف من أهل السنة والجماعة؛ وهي تبدأ بـ(الحمد لله عالي الوصف والشان؛ منزه الحكم عن آثار بطلان) وتشتمل على معظم المباحث الكلامية من الإلهيات والنبوات والسمعيات والإمامة، مُرَتّبة جيداً حسب ترتيب المباحث الكلامية.

## سبب التأليف
وقد قيل في سبب تأليف هذا الكتاب: إن السلطان محمد الفاتح الحنفي الماتريدي الصوفي لما اتخذ المولى خضر بك أستاذاً له دبت الغيرة والحسد في قلوب البعض بالقسطنطينية، فقالوا للفاتح في حقه ما قالوا، فلما رأى منهم التعصب عليه طلب من السلطان الهجرة شهر إلى (بروسة) لأجل تدريس العلوم سالماً عن طعن هؤلاء الخصوم ما أمكن، وبعد إلحاح كثير أذن له فهاجر إليها. واشتغل بالتدريس، ولم يزل الفاتح يطنب في مدح أستاذه عند العلماء. فلكثرة غيرتهم طلبوا من الفاتح أن يأمر أستاذه بتأليف كتاب يعلم به كماله ولياقته لمدحه. فكتب الفاتح لأستاذه خضر بك، يرجو منه ما طلبوه منه. فألف هذه القصيدة وأرسلها إليه، ومعها هذه الأبيات:
فعرض السلطان الفاتح القصيدة مع المكتوب على هؤلاء - وفي الشقائق النعمانية أنه عرضها على المولى الكوراني - فقالوا: قد أخطأ أستاذك في محل من القصيدة وفي محل من المكتوب، لأنه استعمل كلمة (الزيادة) في الموضعين متعدياً، مع أنها لازمة. أحدهما: (لقد زاد الهوى..) وثانيهما: (فلن يزيد يزيد منه مفسدة). فأمر السلطان أن يُكتب الاعتراض على ظهر القصيدة. وأرسله إلى المولى خضر بك طالباً للجواب. فكتب إليه مشيراً إلى الجواب بقوله تعالى: ﴿في قلوبهم مرض فزادهم الله مرضا﴾ (سورة البقرة: 10)، اقتباساً منه وتعريضاً لهم بأن كلمة (زاد) قد عديت إلى مفعولين هنا.
وتوجد لهذه القصيدة نسخ مخطوطة في المكتبات العالمية الكبرى. ولقد طُبعت أيضاً في أماكن مختلفة عدة مرات. وإن كانت هذه القصيدة صغيرة في حجمها إلا أنها من أهم الكتب الكلامية على مذهب الحنفية الماتريدية. فلها قدرها ومكانتها عند علماء أهل السنة والجماعة كما أن صاحبها من أعلام المذهب الماتريدي، ومن علماء المذهب الحنفي في القرن التاسع الهجري؛ وقد لعبت دوراً كبيراً في تثبيت عقيدة أهل السنة والجماعة بتأليف الكتب وتخريج العلماء وتربية النشأ الجديد.
ولعل المولى خضر بك قد ألف هذه العقيدة بأسلوب النظم وبطريقة ميسرة لتقريب عقائد الإسلام إلى أفهام عامة الناس من البسطاء الأميين أو محدودي التعليم. وليس هو بدعاً في ذلك، بل هذه كانت طريقة العلماء في القرون الماضية. وهكذا جاءت القصيدة النونية مقبولة لدى العوام كما أنها مرضية لدى الخواص حتى خدمها كثير من العلماء بالشرح والتوضيح.

## شروحها
اعتنى بها العلماء لعصور شرحاً وتدريساً، وأهم شروحها:
- شرح المولى شمس الدين أحمد بن موسى الخيالي الرومي الحنفي، المتوفى عام 870هـ، وشرحه معروف بشرح القصيدة النونية حيث كان الخيالي تلميذاً لخضر بك صاحب القصيدة، وهو أول شارح لها.

وعلى هذا الشرح كتبت عدة حواش وتعليقات، الأمر الذي يدل على أهميته لدى العلماء، وهي كالتالي:
1. حاشية آيينة زاده، المتوفى عام 1100هـ، على شرح الخيالي على القصيدة النونية. توجد منها نسخة في مكتبة الغازي خسرو بك في سراييفو.
2. حاشية إلياس بن إبراهيم بن داود بن خضر الكردي الشافعي، المتوفى بدمشق عام 1138هـ. ورد في ترجمته في معجم المؤلفين حينما ذكر مؤلفاته: (حاشية على شرح الخيالي في القصائد) في حين أن صاحب هدية العارفين لم يذكرها ضمن مؤلفات الشيخ إلياس حين ترجم له بل ذكر حاشية على شرح العقائد النسفية للعلامة سعد الدين التفتازاني.
3. حاشية خليل بن مصطفى بن عيسى فائض المنجم الرومي، المعروف بجابي زاده، المتوفى بالقسطنطينية عام 1134هـ. ورد ذكرها في كل من هدية العارفين ومعجم المؤلفين كالآتي: (حاشية على شرح النونية لخضر بك).
4. حاشية محمد أمين بن محمد الإسكداري الحنفي، المعروف بقصيري زاده، المتوفى عام 1151هـ، على القصيدة النونية. ذكرها كل من حاجي خليفة، والباباني البغدادي، وعمر رضا كحالة في حين أن بروكلمان قد عده - أي محمد أمين الإسكداري - من شراح القصيدة النونية، وهذا خطأ لأنه ممن كتب حاشية على شرح الخيالي على القصيدة النونية.
5. حاشية على شرح النونية للخيالي المسمى بالحواشي الفتوحية على شرح النونية لعمر بن عبد الجليل بن محمد جميل بن درويش بن عبد المحسن البغدادي الحنفي القادري، نزيل دمشق، ولد في عام 1155هـ، وتوفي عام 1194هـ. نسبها إليه الباباني البغدادي في هدية العارفين، وإيضاح المكنون دون أن يصرح بأنها على شرح الخيالي، ولكن عمر رضا كحالة في معجم المؤلفين صرح بأن هذه الحاشية على شرح الخيالي على النونية.

كتاب خير القلائد شرح جواهر العقائد للإمام عثمان الكليسي العرياني.

- شرح المولى كمال الدين قره كمال، المتوفى عام 920هـ.
- شرح الشيخ محمد حميد الكفوي، المتوفى عام 1116هـ.
- شرح الشيخ علي بن عبد الحكيم.
- شرح الشيخ شجاع الدين.
- شرح الشيخ عبد الله بن محمد يوسف أفندي زاده.
- شرح قول أحمد.
- شرح الشيخ داود بن محمد الفارضي (القارصي)، المتوفى عام 1169هـ.
- شرح الشيخ عبد الجليل البغدادي.
- شرح الشيخ عثمان بن عبد الله الكليسي الأصل، الحلبي المولد، نزيل القسطنطينية، الشهير بالعرياني، فقيه حنفي، متكلم، أديب، توفي بالمدينة عام 1186هـ، المسمى بـ(خير القلائد شرح جواهر العقائد).
- شرح لمؤلف مجهول في جامع الزيتونة بتونس.
- شرح الشيخ محمد نافع بن أحمد بن محمد القازابادي، المتوفى عام 1190هـ.
- شرح الحافظ الكبير محمد بن الحاج حسن.
- شرح حافظ الدين محمد أمين بن تقي الدين.
- شرح الشيخ إسماعيل حقي بن... عبد الله المناستري الرومي، نزيل القسطنطينية، المتوفى عام 1330هـ، المسمى بـ (المطالب العرفانية وإيضاحات القصيدة النونية).
- شرح الشيخ محمد عصمت بن إبراهيم الرومي الحنفي، المدرس النقشبندي المعروف بحاجي خليفة، المتوفى عام 1160هـ، المسمى بـ(رقد النضر على عقائد الخضر).
- شرح الشيخ إبراهيم عصمت بن إسماعيل رائف باشا الرومي الحنفي، نقيب الأشراف، المتوفى عام 1222هـ.
- شرح الشيخ محمد طاهر بن محمد بن أحمد الإستانبولي الحنفي، المتكلم، الصوفي، الأديب، الشهير بلاله رازي، المتوفى عام 1204هـ، المسمى بـ(الجواهر القلمية في تسطير أسرار النونية).